# Amphipappus fremontii
 Amphipappus fremontii  Torr. & A.Gray, 1845 è una specie di piante angiosperme dicotiledoni della famiglia delle Asteraceae, sottofamiglia Asteroideae,  tribù Astereae (North American lineage) e sottotribù Solidagininae.  Amphipappus fremontii è anche l'unica specie del genere  Amphipappus  Torr. & A.Gray, 1845.

## Etimologia
Il nome generico (Amphipappus) deriva dal greco antico "anphi-" (= doppio o due) e "pappos" (= pappo) e fa riferimento ai pappi dimorfici dei fiori del raggio e dei fiori del disco.  L'epiteto specifico ( fremontii) è stato dato in onore di John Charles Frémont (1813-1890), militare, politico, esploratore e botanico dilettante.
Il nome scientifico della specie è stato definito dai botanici John Torrey (1796-1873) e Asa Gray (1810-1888) nella pubblicazione " Boston Journal of Natural History. Boston, MA" (Boston J. Nat. Hist. 5: 108 (-109)) del 1845. Il nome scientifico del genere è stato definito nella stessa pubblicazione.

## Descrizione

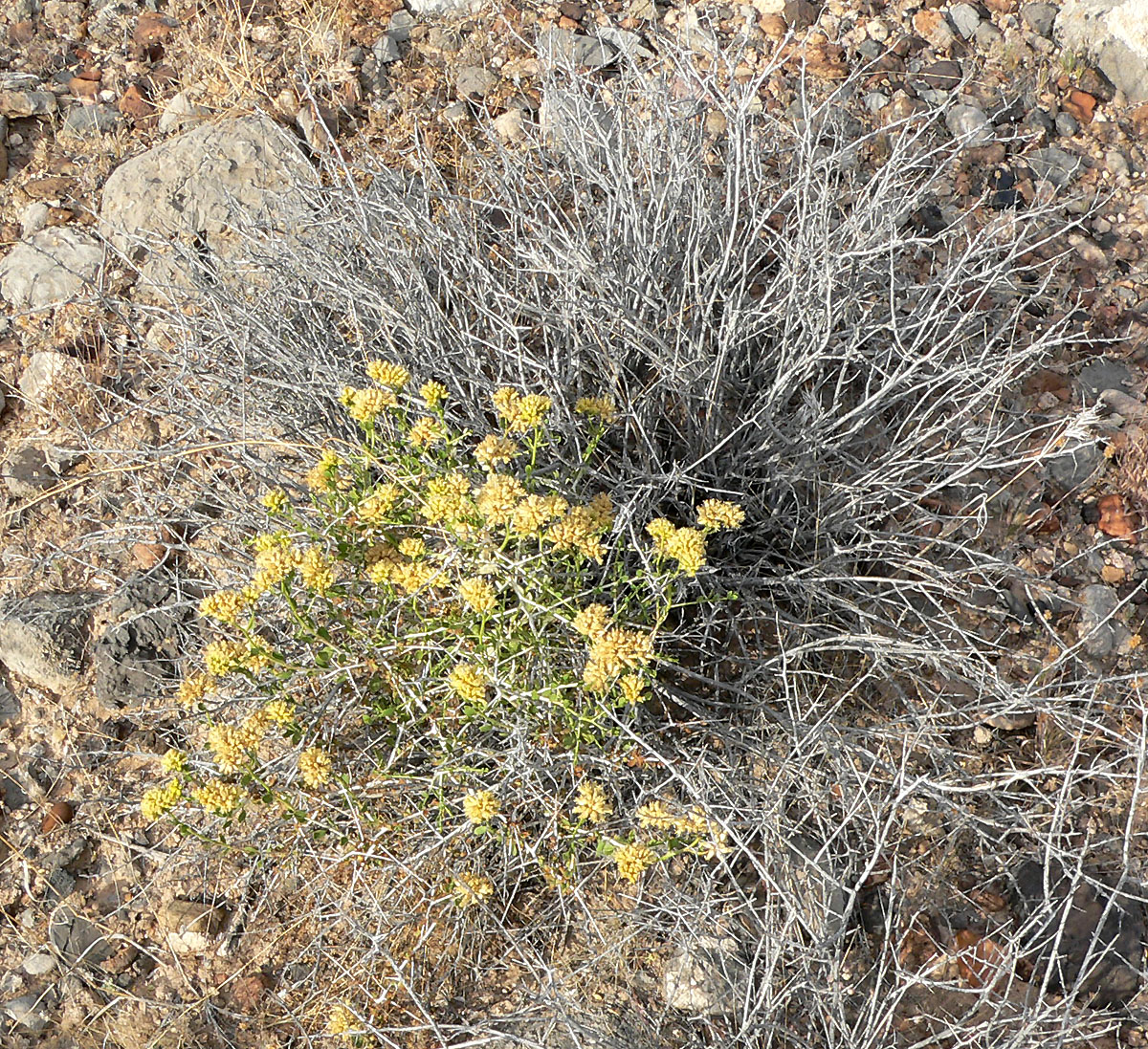
Il portamento

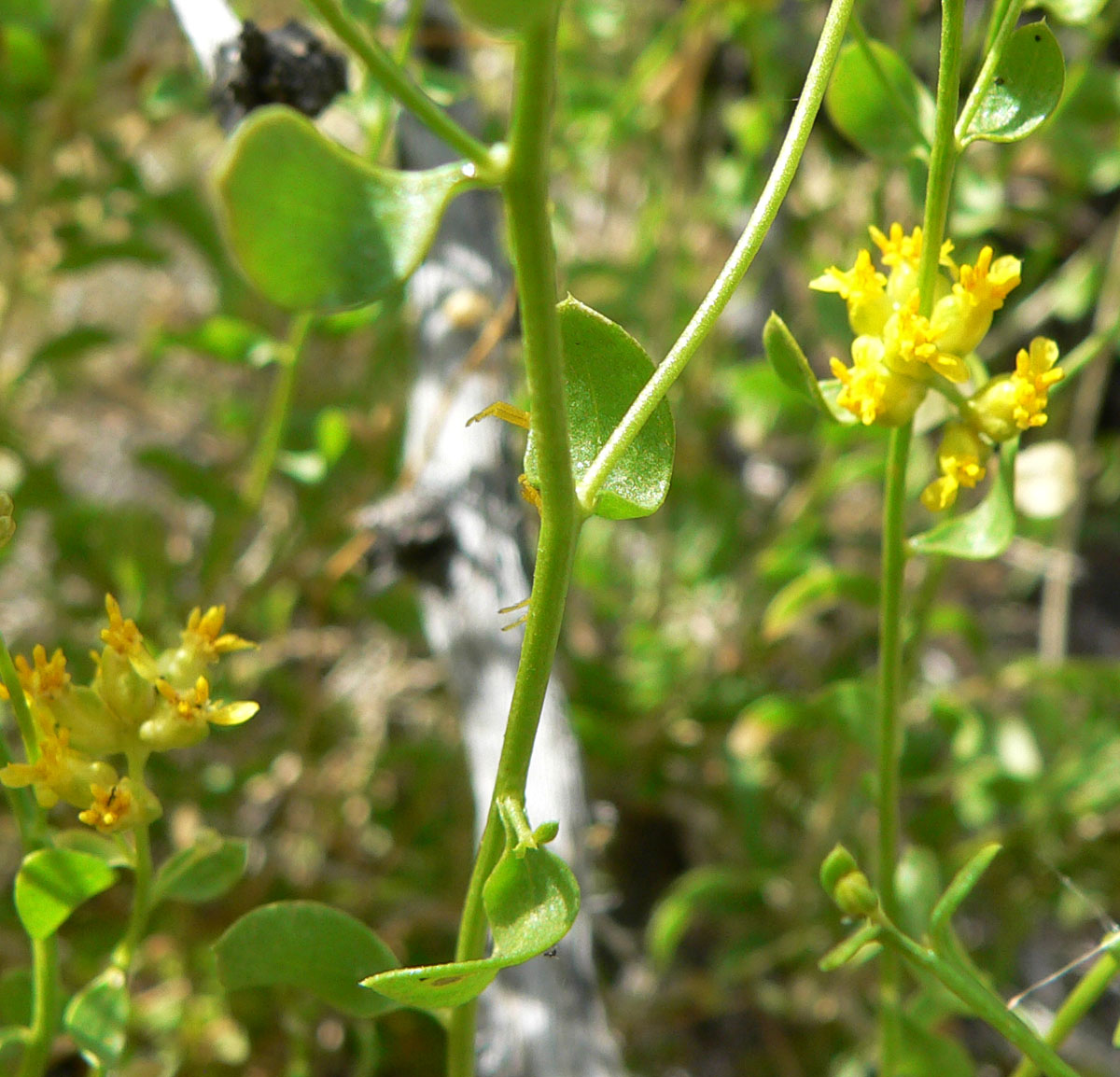
Le foglie

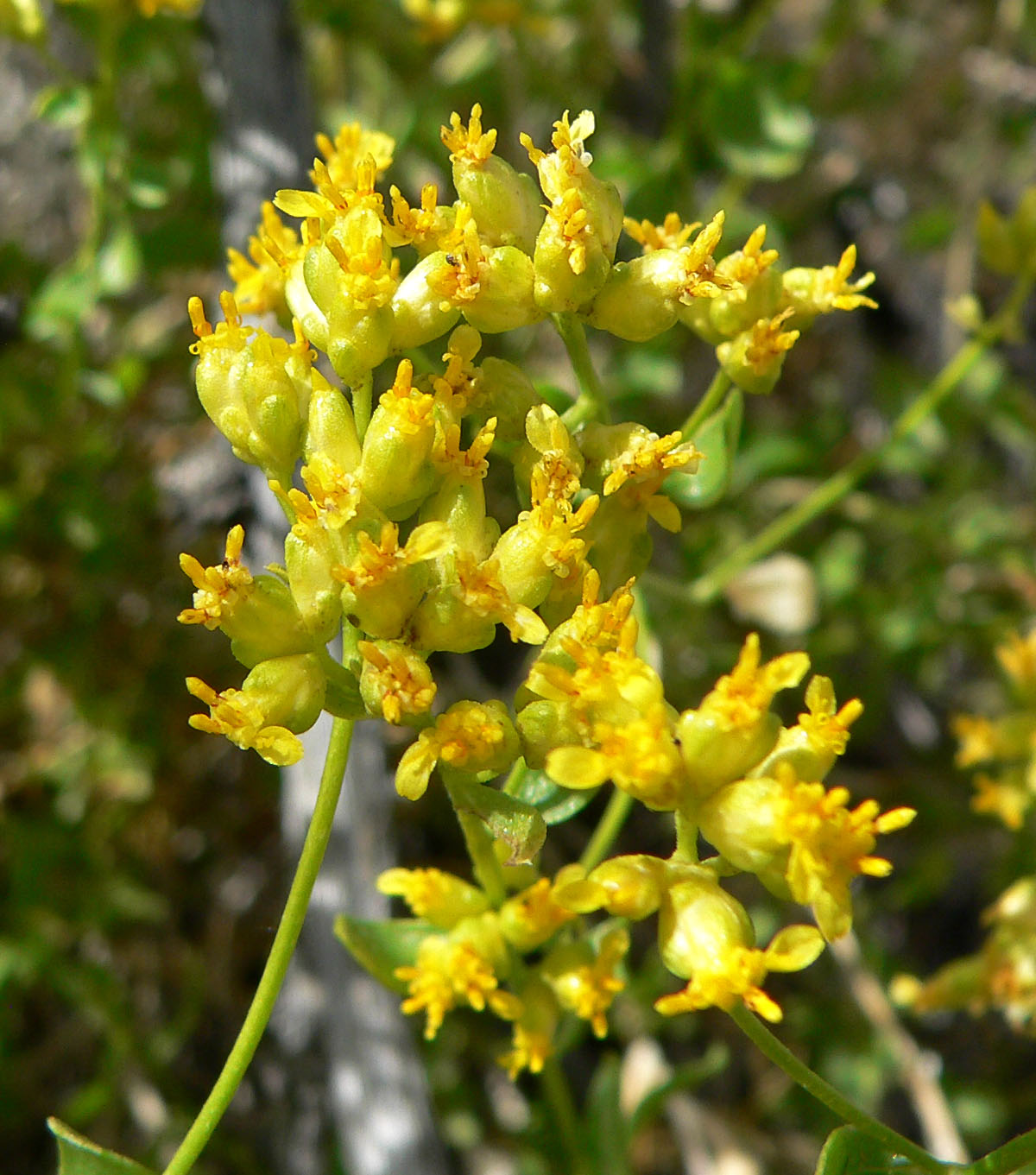
Infiorescenza

Portamento. La specie di questa voce ha un habitus di tipo arbustivo. Le superfici sono glabre, ma spinescenti.
Fusto. La parte aerea è eretta, ramosa in modo intricato. Altezza media: 30 - 60 cm.
Foglie. Le foglie sono disposte in modo alternato e sono brevemente picciolate. La lamina è semplice, i margini interi con forme da obovate a strettamente ellittiche. Le facce possono essere resinose.
Infiorescenza. Le sinflorescenze sono composte da agglomerati di capolini (da 2 a 4) in formazioni corimbose. Le infiorescenze vere e proprie sono composte da un capolino terminale lungamente peduncolato di tipo discoide. I capolini sono formati da un involucro, con forme da cilindriche a turbinate, composto da 7 - 12 brattee, al cui interno un ricettacolo fa da base ai fiori di due tipi: fiori del raggio e fiori del disco. Le brattee, con forme da ovate a ellittiche (quelle più esterne sono carenate), con margini scariosi, indurite alla base e a consistenza erbacea nella parte apicale, sono disposte in modo più o meno embricato su 3 serie. Il ricettacolo, bucherellato, è privo di pagliette di protezione alla base dei fiori; la forma è piatta. Dimensione degli involucri: 4 - 5 x 2 - 3 mm. 
Fiori.  I fiori sono tetra-ciclici (formati cioè da 4 verticilli: calice – corolla – androceo – gineceo) e pentameri (calice e corolla formati da 5 elementi). Si distinguono in:
- fiori del raggio (esterni): sono 1 - 2 per capolino (possono mancare), sono femminili e sono disposti su una sola serie; la forma è ligulata (zigomorfa);
- fiori del disco (centrali): sono più numerosi (da 3 a 7) con forme brevemente tubulose (attinomorfe); sono funzionalmente maschili.

- Formula fiorale:

*/x K {\displaystyle \infty }, [C (5), A (5)], G 2 (infero), achenio
- Calice: i sepali del calice sono ridotti ad una coroncina di squame.

- Corolla: 
  - fiori del raggio: la forma della corolla alla base è più o meno tubulosa, mentre all'apice è ligulata; la ligula può terminare con alcuni denti ed eccede leggermente l'involucro; il colore è giallo;
  - fiori del disco: la forma è strettamente imbutiforme-tubulare bruscamente divaricata in 5 lobi; i lobi, riflessi o eretti, hanno una forma più o meno lanceolata; il colore è giallo o giallo-forte.

- Androceo: l'androceo è formato da 5 stami sorretti da filamenti generalmente liberi; gli stami sono connati e formano un manicotto circondante lo stilo; le teche (produttrici del polline) alla base sono troncate e sono lievemente auricolate (molto raramente sono speronate o hanno una coda); le appendici apicali delle antere hanno delle forme piatte e lanceolate; il tessuto endoteciale (rivestimento interno dell'antera) è quasi sempre polarizzato (con due superfici distinte: una verso l'esterno e una verso l'interno). Il polline è sferico con un diametro medio di circa 25 micron;  è tricolporato (con tre aperture sia di tipo a fessura che di tipo isodiametrica o poro) ed è echinato (con punte sporgenti).[11][13]

- Gineceo: l'ovario è infero uniloculare formato da 2 carpelli.[7] Lo stilo (il recettore del polline) è profondamente bifido (con due stigmi divergenti, brevi o lunghi a seconda della specie) e con le linee stigmatiche marginali separate.[14] I due bracci dello stilo sono triangolari e papillosi.

Frutti. I frutti sono degli acheni dimorfici con pappo; 
- achenio: gli acheni, con forme oblunghe-ellittiche (talvolta compressi) e superficie liscia, hanno molte nervature longitudinali e sono provvisti di ghiandole e setole con punte a forma di ancora;
- il pappo dei fiori del raggio è composto da 15 – 20 setole piatte e simili a pagliette lunghe circa 1 mm;
- il pappo dei fiori del disco è formato da setole contorte lunghe circa 3 mm.

## Biologia
Impollinazione: tramite insetti (impollinazione entomogama tramite farfalle diurne e notturne).

Riproduzione: la fecondazione avviene fondamentalmente tramite l'impollinazione dei fiori.

Dispersione: i semi cadono a terra e vengono dispersi soprattutto da insetti come formiche (disseminazione mirmecoria). Un altro tipo di dispersione è zoocoria: gli uncini delle brattee dell'involucro (se presenti) si agganciano ai peli degli animali di passaggio che portano così i semi anche su lunghe distanze. Inoltre per merito del pappo, il vento può trasportare i semi anche per alcuni chilometri (disseminazione anemocora).

## Distribuzione e habitat
La specie di questa voce è distribuita in Arizona, California, Nevada e Utah. In particolare questo genere è limitato all'habitat del deserto del Mojave, un areale che occupa i quattro stati citati.

## Sistematica
La famiglia di appartenenza di questa voce (Asteraceae o Compositae, nomen conservandum) probabilmente originaria del Sud America, è la più numerosa del mondo vegetale, comprende oltre 23.000 specie distribuite su 1.535 generi, oppure 22.750 specie e 1.530 generi secondo altre fonti (una delle checklist più aggiornata elenca fino a 1.679 generi). La famiglia attualmente (2021) è divisa in 16 sottofamiglie; la sottofamiglia Asteroideae è una di queste e rappresenta l'evoluzione più recente di tutta la famiglia.

### Filogenesi
La tribù Astereae (una delle 21 tribù della sottofamiglia Asteroideae) comprende circa 40 sottotribù. In base alle ultime ricerche nella tribù sono stati individuati (provvisoriamente) 5 principali lignaggi:
- Basal grade: include alcuni generi isolati, il gruppo "South American-Oceania",  alcune sottotribù africane e il gruppo dei generi legnosi del Madagascar.
- Bellis lineage: comprende le sottotribù eurasiatiche e una sottotribù africana.
- Aster lineage: include i generi asiatici di Asterinae e i principali gruppi dell'Australia e dell'Oceania.
- Baccharis lineage: include alcuni gruppi sudamericani.
- North American lineage: include la vasta gamma di sottotribù del Nordamerica, Messico e alcuni gruppi distribuiti nel Sudamerica.

Il genere  Amphipappus (insieme alla sottotribù Pentachaetinae) è incluso nel lignaggio "North American lineage". La sottotribù attualmente è divisa in 6 gruppi informali. Il genere di questa voce appartiene al " Chrysothamnus group".
I caratteri distintivi della specie Amphipappus fremontii sono:
- le piante hanno un indumento spinescente e un portamento basso-arbustivo, ramificato in modo intricato;
- le infiorescenze sono composte da agglomerati di capolini in formazioni corimbose;
- i fiori del disco sono funzionalmente maschili;
- il pappo dei fiori del raggio è composto da 15 – 20 setole piatte e simili a pagliette lunghe circa 1 mm;
- il pappo dei fiori del disco è formato da setole contorte lunghe circa 3 mm.

Il numero cromosomico delle specie di questo genere è: 2n = 18.

### Varietà
Per questa specie sono riconosciute due varietà:
- Amphipappus fremontii var. fremontii - Distribuzione: California e Nevada.
- Amphipappus fremontii var. spinosus (A.Nelson) Ced.Porter - Distribuzione: Arizona, California, Nevada e Utah.